# Hesperantha lithicola
Hesperantha lithicola är en irisväxtart som beskrevs av John Charles Manning och Peter Goldblatt. Hesperantha lithicola ingår i släktet Hesperantha och familjen irisväxter. Inga underarter finns listade i Catalogue of Life.